# One (canção de Sky Ferreira)
"One" é uma canção da cantora americana Sky Ferreira. A canção foi escrita por Ferreira, Christian Karlsson, Pontus Winnberg, Magnus Lidehäll, Marit Bergman e produzida por Bloodshy & Avant.

## Composição
"One" é uma música indie pop e synthpop.Foi composta por Ferreira e Marit Bergman (em menos de trinta minutos) e produzida por Bloodshy & Avant, que foram responsáveis pela produção de alguns singles de Britney Spears, como "Toxic", "Piece of Me" e "Radar". Ferreira afirmou, ao digital Spy, que a música é sobre "ser dormente e querendo sentir amor, felicidade, tristeza, qualquer coisa, na verdade. É uma espécie de como o Homem de Lata querendo um coração" em entrevista, Ferreira contou o significado por trás de "One".
| “                                                    | É sobre aquele ponto em que você não sente nada, você não se sente feliz, você não se sente triste, mas você quer se sentir alguma coisa. É uma situação em que eu estava e eu acho que todo mundo já passou por ela. Há sempre alguém em uma relação que quer mais atenção e começa a tentar muito agradar a outra pessoa. O problema é, quanto mais você tentar agradar essa pessoa, menos esforço essa pessoa fará, pois ela sabe que você vai fazer o que ela quiser. É sobre essa fase que canto em 'One'. | ” |
| — Sky Ferreira, em uma entrevista para a Digital Spy | |   |

## Performance comercial
"One" entrou no UK Singles Chart no número sessenta e quatro na semana de 29 de agosto de 2010.

## Vídeo da música
O vídeo da música, dirigido pelo fotógrafo Rankin, foi lançado no canal Parlophone YouTube em 2 de julho de 2010. É composto principalmente de close-ups de Ferreira com uma roupa vermelha, sobre um piso que pisca, e cantando em uma lâmpada shadeless em um quarto branco, saltando em câmera lenta, e puxando um para-quedas branco.

## Faixas
- Digital EP[5]

1. "One" – 3:33
2. "One" (Logistics Remix) – 4:58
3. "One" (BAR9 Remix) – 5:33
4. "One" (Totally Enormous Extinct Dinosaurs Remix) – 4:32
5. "One" (Style of Eye Remix) – 8:13
6. "One" (vídeo) – 3:00

## Gráficos
| Parada musical (2010) | Pico posição |
| --------------------- | ------------ |
| UK Singles Chart      | 64           |